# جون جي. برايدن
جون جي. برايدن هو سياسي كندي، ولد في 25 أغسطس 1937 في بورت إليغين في كندا، وتوفي في 24 يوليو 2016. نشط حزبياً في الحزب الليبرالي الكندي. وقد انتخب عضو مجلس الشيوخ الكندي ‏.